# Barbara Lahr

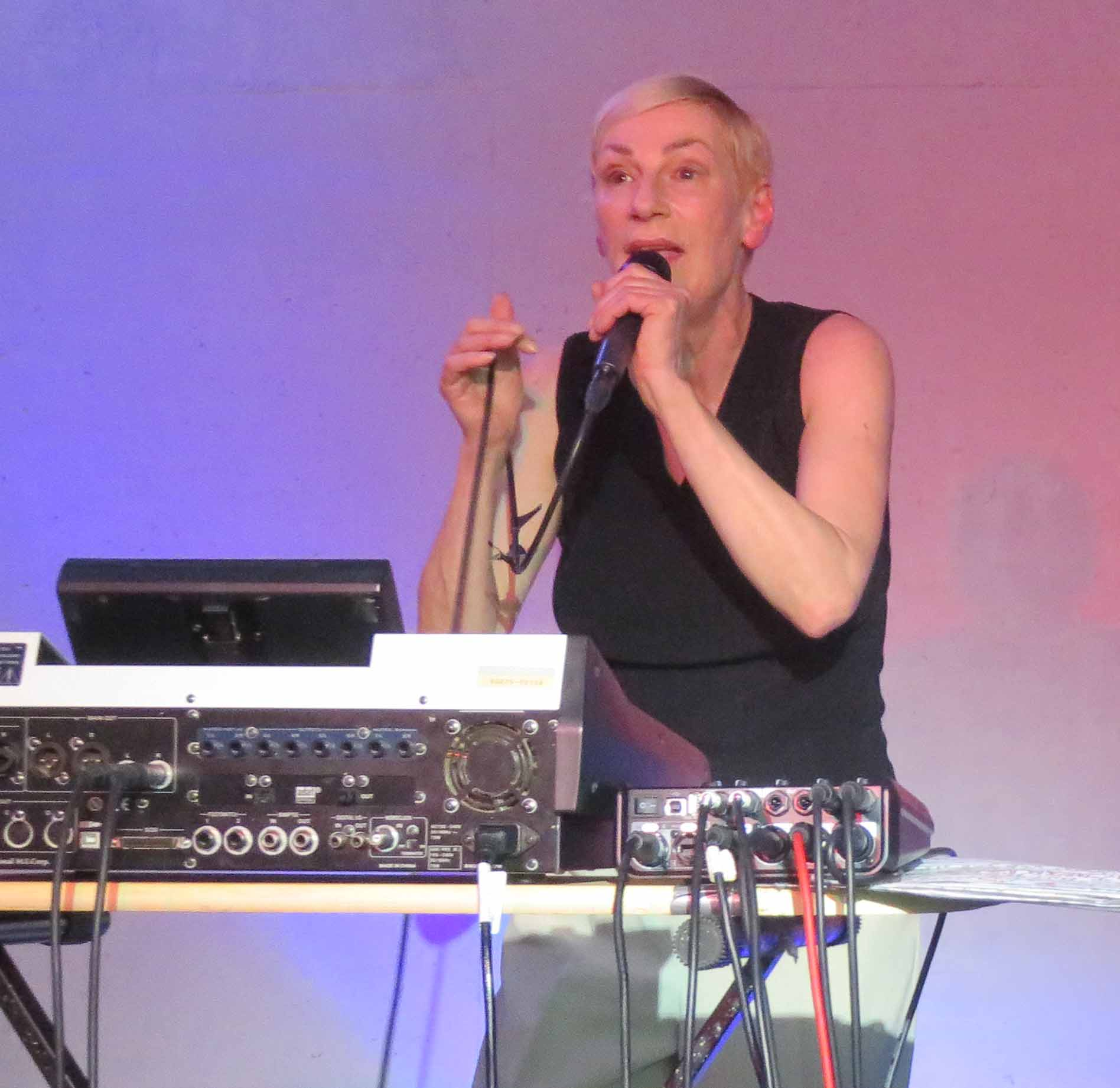
Barbara Lahr (2019)

Barbara Lahr (* 25. September 1957 in Kaiserslautern) ist eine deutsche Sängerin, Komponistin, Gitarristin, Bassistin und Produzentin, die als Sängerin der Band DePhazz bekannt wurde.
Sie sammelte erste Erfahrungen in der Musik im Alter von sechs Jahren an der Volksschule. Später studierte sie am Konservatorium klassische Gitarre. In den Jahren 1980/83 trat sie als Sängerin mit der westpfälzischen Band The Spunks auf.
2014 wurde sie Sängerin bei der Bandformation Mardi Gras.bb um den Mannheimer Musiker Uli Krug.
Sie erhielt 1989 den Deutschen Rockpreis und 1990 den Studiopreis des WDR.

## Diskografie
Solo
- 1998: Lyrical Amusement (CD) Mole Listening Pearls
- 2002: Rainbow Line (CD) Universal Music
- 2007: Undo Undo (CD) Phazz-A-Delic
- 2012: Six String Call (CD) Skip Records
- 2021: Kintsugi (Phazz-A-Delic)[3]

Mit DePhazz
- 1997: Detunized Gravity
- 2002: Daily Lama
- 2007: Days of Twang
- 2010: Lala 2.0

Mit anderen
- 1986: Exemplarische Antworten (Trend Rec. TLP 10) mit Claus Boesser-Ferrari und Bernd Köhler
- 1987: New Flowers mit Sanfte Liebe
- 2001: Passport Rmx Vol.1 mit Klaus Doldinger
- 2006: Schlauch live 1989  (Jump UP Rec.) mit Hans Reffert u. a.